# X 5600
L'autorail X 5600, surnommé FNC ou pou du rail en raison de sa petite taille, est une série d'autorails exploités par la SNCF.
Les X 5600 sont issus d'un projet présenté à la SNCF par la Fédération nationale des cheminots (FNC) en juillet 1946 pour permettre la reprise rapide du trafic ferroviaire après la Seconde Guerre mondiale. Destinés au service omnibus des lignes secondaires, ils sont livrés entre novembre 1946 et avril 1953. Ils sont retirés du service commercial entre décembre 1960 et décembre 1966, quelques-uns étant transformés en draisines. Deux exemplaires sont préservés.

## Genèse de la série
Les X 5600 sont surnommés « FNC » du nom de la « Fédération nationale des cheminots », une branche professionnelle de la CGT, qui avec un autre syndicat, prend en 1946 l'initiative de proposer à la SNCF la réalisation d'un modèle d'autorails ayant un coût de revient inférieur à celui d'un autocar. La SNCF a déjà commencé l'étude des X 5500 et X 5800 mais la réalisation du projet prend du temps et d'autres séries d'autorails, plus rapidement mis au point au prix d'une longévité plus courte, sont nécessaires. Ces séries « intérimaires » sont les X 5700 Floirat et les FNC.
Le projet, présenté à la SNCF le 25 juillet 1946, est accepté et rapidement mis en œuvre. Deux prototypes X 8011 « La Touraine » et 8012 « L'Aveyron » (renumérotés plus tard X 5008 et 5009) sont mis en chantier le 28 août 1946 et  livrés par les établissements Billard en novembre 1946 et février 1947. Un troisième engin, l'X 8013 « La Richelaise », issu du même constructeur en novembre 1947, est fourni au département d'Indre et Loire pour la ligne de Ligré à Richelieu. Les prototypes sont suivis par deux sous-séries X 5601 à 5630 et X 5630 à 5631, livrées à partir de 1948 et 1952, construites respectivement par la Compagnie générale de construction (CGC) et par la Société nouvelle des ateliers de Vénissieux (SNAV).
Par cette initiative, le syndicat de la FNC souhaite montrer qu'il est un partenaire incontournable dans le domaine syndical mais aussi technique. Il démontre aussi son attachement aux transports en commun et à un réseau ferré dense, à une époque où la possession d'une automobile est considérée par certains syndicalistes de la CGT comme un signe d'embourgeoisement.

## Caractéristiques

### Caractéristiques techniques
La caisse des autorails repose sur deux essieux, dont un moteur. Les parois sont lisses pour les prototypes et la première sous-série, ondulées au-dessous des baies vitrées pour la seconde sous-série qui bénéficie en outre de renforts de structures. La masse des engins s'établit à 11,5 t pour la première sous-série et 12,5 t pour la seconde,.
Les X 5600 sont équipés d'un moteur diesel Panhard 4HL, déjà largement utilisé sur d'autres engins ferroviaires et sur des camions, placé en position transversale et relié à une boîte de vitesses Minerva à quatre rapports (cinq sur les prototypes). La manœuvre de la boîte de vitesses est manuelle sur la plupart des autorails, servocommandée sur quelques exemplaires de la seconde sous-série.
Quarante remorques spécifiques (XR 9201 à 9240) sont livrées par Billard entre 1948 et 1952. Leur caisse est, pour la plupart, la même que celle des autorails, sans capot moteur ni kiosque. Ces remorques sont  exploitées jusqu'en 1971.
Les X 5600 sont jumelables entre eux jusqu'à 3 unités. Ils sont en mesure de tracter une remorque XR 9200 ou une XR 9100 assortie aux autorails X 5500 et X 5800. La vitesse maximale des X 5600, initialement de 65 km/h, est portée à 70 km/h pour les engins affectés à Agen : ils y remplacent des autorails Floirat qui roulent à 70 km/h et il convient de maintenir les mêmes temps de parcours. La consommation modérée des X 5600 (en moyenne 18 litres de gazole aux 100 km) leur confère une autonomie supérieure à 400 km.

### Aménagements intérieurs et livrée
Les X 5600 comportent 30 places assises sur des banquettes (deux et trois places de part et d'autre d'un couloir), plus 13 strapontins. Ils sont équipés de toilettes et d'une plateforme pour bagages d'une capacité d'une tonne. Le chauffage du compartiment voyageurs est assuré par des aérothermes.
De construction, les X 5600 de la SNCF adoptent la livrée rouge et crème des autorails. Radiés en 1967 pour les derniers exemplaires, ils ne bénéficient pas, en service commercial, du toit rouge qui ne se généralise qu'à partir de 1968.

## Carrière

### Carrière commerciale
| Montauban · Saint-Girons · Bourges · Orléans · Agen · Toulouse · Annemasse · Montpellier · Nîmes · Le Blanc · Limoges · Niort · Vierzon |

Les X 5600 connaissent au cours de leur carrière treize dépôts différents, répartis dans les régions Sud-Ouest, Sud-Est et Méditerranée.
La mission assignée aux X 5600 consiste à maintenir, voire à re-dynamiser, l'activité des petites lignes secondaires, ce dont ces autorails s'acquittent très bien dans un premier temps puisqu'ils permettent parfois de quintupler le trafic en un an. Ils rayonnent autour des dépôts dont ils dépendent, où ils remplacent des séries moins performantes comme les autorails Floirat ; de nombreuses haltes supplémentaires sont créées sur les lignes qu'ils parcourent ; dix arrêts supplémentaires sont par exemple créés sur la ligne Bellegarde-Divonne, longue de 46 km. Les X 5600 d'Annemasse sont parfois amenés à franchir la frontière française pour desservir la gare suisse de Genève-Eaux-Vives.
Au fil des années, toutefois, certaines de ces petites lignes, au trafic insuffisant, sont supprimées et reportées sur la route. Les FNC, conçus comme une série transitoire, souffrent en outre de la montée en puissance des X 5500-5800. Leurs effectifs sont d'abord redéployés, mais la première radiation intervient en 1960 et le phénomène s'intensifie au cours des années qui suivent. Des 61 exemplaires en service au 1er janvier 1964, il n'en reste plus que treize le 1er janvier 1966. Les derniers X 5600 de Nîmes assurent un service omnibus sur Nîmes-Le Grau-du-Roi en 1966.

### Reconversion en draisines
Trois exemplaires, tous issus de la première sous-série et ayant terminé leur carrière commerciale à Nîmes, survivent pendant plusieurs années et sont utilisés comme draisines.
Le X 5604 est transformé par la découpe de la partie arrière de sa caisse. Celle-ci est remplacée par un plateau à ridelles muni d'un échafaudage. La draisine, numérotée 4P620, est utilisée pour l'inspection des tunnels. Elle est endommagée en mai 1970 lors d'une collision dans un tunnel près du Cap d'Ail et démolie avant 1975.
Le X 5621 est mis en amortissement le 24 juillet 1964 et radié le 5 février 1965. Il est transformé en 1968 en véhicule de tournée 4-201. Une plateforme ouverte avec un balcon prend place à l'arrière de la caisse dont l'avant est aménagé en un espace repos et une cuisine. L'engin sert à tracter des Mauzinettes pour l'auscultation des voies. Cet engin et le précédent sont les seuls de la série à adopter la toiture rouge des autorails à la fin des années 1960. Il est réformé en 1996
,.
Le X 5633, radié en septembre 1964 et acheminé à Bordeaux, est acheté par la société Matisa qui l'utilise comme draisine d'inspection des voies. Pour cela, une vigie vitrée est installée en toiture à l'arrière de la caisse ; l'autorail est repeint en jaune avec un liseré noir à mi-hauteur de la caisse. Cette draisine, mise en service en 1969, est réformée à une date inconnue.

## FNC sarrois
Quatre autorails sont livrés en 1951 et 1956 par la société Billard à la Ligne de Merzig à Büschfeld (de) (MBE), un réseau secondaire sarrois en Allemagne. À la différence des autorails destinés à la SNCF, ces FNC sarrois sont équipés d'un moteur Somua à 6 cylindres d'une puissance de 150 ch — il s'agit d'une version plus puissante du Panhard 4 HL. Ils ne possèdent pas de compartiment fourgon. Trois autres autorails, identiques aux X 5600, et trois remorques FNC sont fournis au même réseau.
Ces matériels sont mis hors service et démolis en 1965.

## Engins préservés
Après sa réforme, le X 5621 est acheté en 1996 par un chef de district de la SNCF, président de l'Agrivap, il est garé au Centre de réparations des engins mécaniques d'Aubagne (CREM). Restauré à Clermont-Ferrand en « camping-rail », il est depuis basé sur la ligne du Train touristique du Livradois-Forez pour des circulations privées.
Le X 8013 dit « la Richelaise » Classé MH (1997), troisième prototype de la série, propriété de la ville de Richelieu est exposé dans un bâtiment près de l'ancienne gare.

## Modélisme

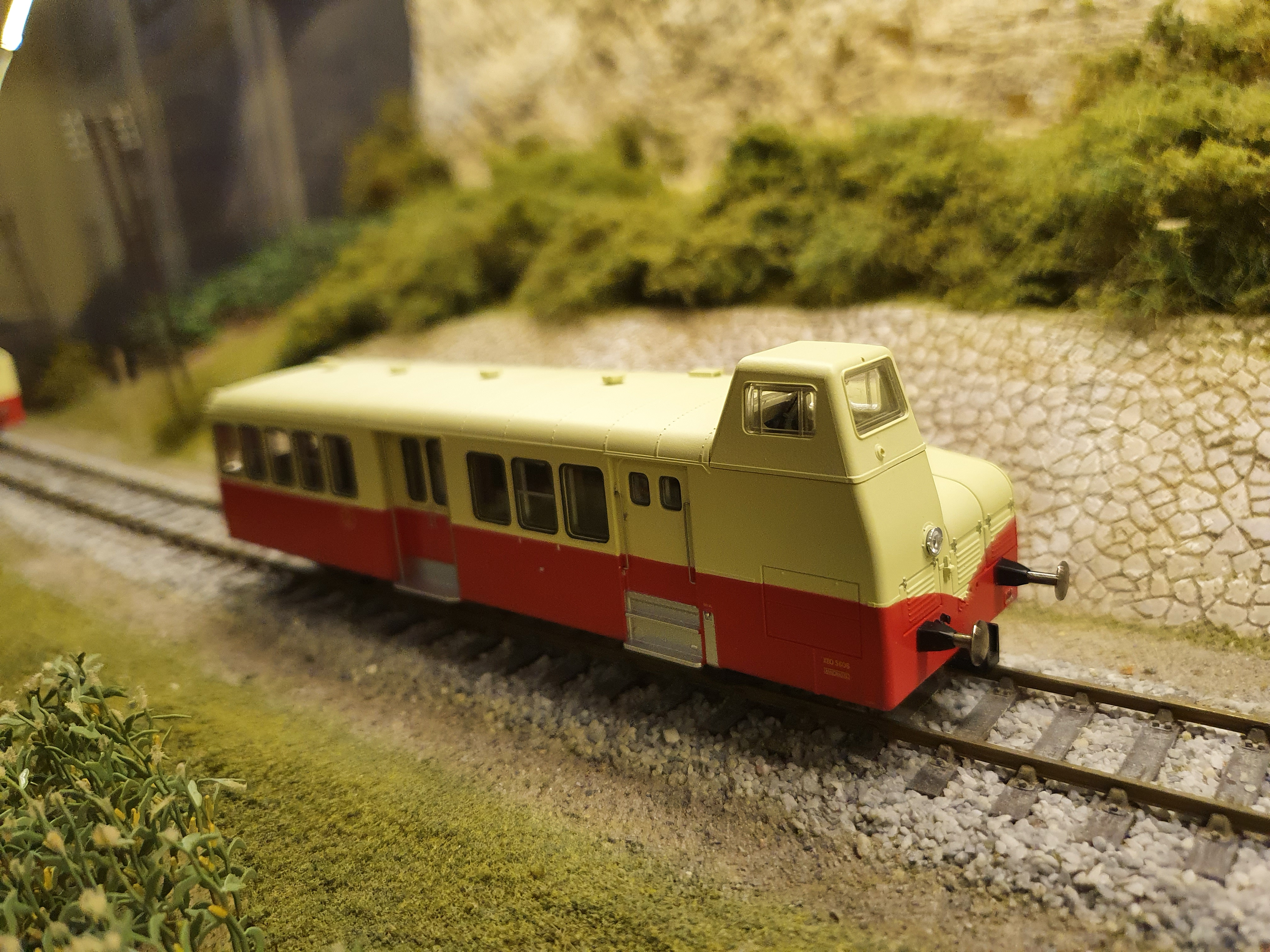
Le FNC de R37 à l'échelle H0.

Ce type d'autorail a été reproduit en H0 au début des années 1980 par le RMA (modèle monté en plastique) et Keyser (kit en métal blanc). Des modèles plus artisanaux ont aussi existé (Baby Trains et AMF87).
La marque R37 a reproduit cette série en 2015. Il est commercialisé soit à l'unité, soit en coffret avec sa remorque. La reproduction est très fidèle avec une gravure fine. Le fonctionnement est doux et silencieux,.